# Мудаки. Арабески
«Мудаки. Арабески» — український кіноальманах-збірка короткометражок про гостру соціальну проблему рагульства. До збірки входять 19 короткометражок українською або російською мовами, а також «Фільм про фільм» де розповідається про створення проєкту.
Ця збірка — один з двох українських кіноальманахів-збірок короткометражок, спродюсованих компанією Артхаус Трафік. Інша збірка, Україно, Goodbye! вийшла у 2012 році.

## Маніфест
Кожен час має своїх героїв. Про них співають пісень, пишуть книжки, створюють фільми, їх наслідують — лицарі, воїни, мислителі, поети, музиканти… Змінюються часи, змінюються герої. На відміну від попередників, герої нашого загадкового часу не воюють, не відкривають нових земель, не пишуть книг, і, зазвичай, їх не читають. Вони, діти «стихійної демократії», просто живуть. Ходять по крамницях, дивляться телевізор, п'ють пиво, длубаються в носі… Їх можна зустріти в метро, на вулиці, в ліфті, ба — навіть у себе вдома. Вони підкорили країну, не доклавши жодного зусилля. І коли замислюєшся, чи завжди було їх так багато, то дедалі важче знайти достатньо арґументів для категоричної відповіді — ні.
Та, в кожнім разі, 18 років невдатливих спроб створити українське громадянське суспільство призвели, як нам бачиться, до епідемії соціальної хвороби — «мудацтва», що вона передається не стільки через український політикум або викривлену економічну модель, скільки від обивателя до обивателя, як контактним, так і неконтактним шляхом.
Радше, саме наше «громадянське мудацтво» делегувало просвіщенному політикуму й надутим скоробагатькам право крутити суспільством, немов той хвіст собакою.
Мудаки, за визначенням, — люди, неадекватні ситуації, в якій опинилися, вони поза викликами часу — рухаються хибним шляхом і вперто вкладають свої зусилля в марноту-марнот.
Ми фільмуємо ці арабески не на замовлення самовпевнених, але полохливих телебосів чи непевних у своєму минулому і майбутньому державців, та й не з власної примхи, а з нагальної потреби, яку відчули й усвідомили.
Ми переконані, що визначальними — навіть для такого фінансово місткого мистецтва, як кіно — є не гроші, а світогляд, ідеї, талант і воля до творення. Тож свої короткометражні арабески ми знімаємо на цілком безбюджетній основі — без зарплатні, гонорарів і визискування за кінотехніку — як друзі, товариші й колеґи, як громадяни. Це виклик покоління і для покоління — робити не окремі фільми, а створити нове українське кіно, — якого досі нема у нашої ґенерації, нема у країни — для себе і світу.
Ми свідомі взятої на себе місії: вивести на екран, висміяти і вчинити замах на вбивство мудака — передусім у собі, у своєму ближньому, в українському суспільстві.
Судіть бо нас за злочином нашим…
Проєкт утілюється на базі безкорисливих і так само ідейних продакшн-студій FilmToaster та CoffeePost.
Співпродюсером проєкту виступає компанія «Артхаус Трафік».

## Список короткометражних фільмів, що увійшли до кінозбірки
- Та це ж гімно! (По дорозі)
- Таксі?
- Українська література: посібник для мудаків
- Тупик
- Тато
- Пам'яті Пітера
- MMS
- Рано-вранці (Рекреації)
- Глухота
- П'ятниця
- Свєта
- Кончєна
- Душа в душу
- Мій друг Сєрьога
- Труси
- Останній лист
- Бабуся
- Вона називала його ідіот
- Інтро
- Фільм про фільм

## Участь у фестивалях
Фільм Мирослава Слабошпицького «Глухота» включено до програми 3 Антарктичного фестивалю короткометражних ігрових, документальних та анімаційних фільмів.